# 安娜·玛丽亚·托索
安娜·玛丽亚·托索（義大利語：Anna Maria Toso，？—），意大利女子击剑、游泳、乒乓球、田径运动员。她曾代表意大利参加1960年和1964年夏季残疾人奥林匹克运动会，获得八枚金牌、十枚银牌和二枚铜牌。